# Sălsig
Sălsig là một xã thuộc hạt Maramureș, România. Dân số thời điểm năm 2002 là 3151 người.